# Sabana de Taborda 1ra. Sección
Sabana de Taborda 1ra. Sección är en ort i Mexiko.   Den ligger i kommunen Villa de Allende och delstaten Mexiko, i den sydöstra delen av landet, 90 km väster om huvudstaden Mexico City. Sabana de Taborda 1ra. Sección ligger 2 675 meter över havet och antalet invånare är 780.
Terrängen runt Sabana de Taborda 1ra. Sección är kuperad åt sydväst, men åt nordost är den platt. Terrängen runt Sabana de Taborda 1ra. Sección sluttar västerut. Runt Sabana de Taborda 1ra. Sección är det ganska tätbefolkat, med 104 invånare per kvadratkilometer. Närmaste större samhälle är Amanalco de Becerra, 2,1 km sydväst om Sabana de Taborda 1ra. Sección. I omgivningarna runt Sabana de Taborda 1ra. Sección växer i huvudsak blandskog.